# CCR FM
A CCR FM, também conhecida como CCR RioSP FM ou CCR FM RioSP, foi uma estação de rádio brasileira que operava exclusivamente na Rodovia Presidente Dutra, que liga os estados do Rio de Janeiro e São Paulo, e seus arredores. A rádio era administrada pela concessionária da rodovia, a CCR NovaDutra, que ganhou a licitação para operar a rádio quando assumiu o controle administrativo da Dutra, colocando o nome de CCR FM NovaDutra. Em 2022, quando a rodovia passou a ser administrada pela CCR RioSP, passou a ser identificada como CCR FM RioSP.
A rádio operava em rádio FM na frequência 107.5 MHz, graças aos mais de 40 retransmissores espalhados por toda a extensão da rodovia. A programação era direcionada para orientar os motoristas em trânsito durante toda a sua programação, com informações em tempo real do tráfego na rodovia a cada três minutos, informações sobre caravanas e serviços ao longo da rodovia, bem como notícias regionais, nacionais e mundiais.

## História
A concessionária que venceu a licitação para operar a via Dutra, a NovaDutra S/A, planejava a instalação da rádio pela rodovia ainda em 2000, quando se iniciaram os testes para a sua implementação. O projeto, inicialmente, tinha o nome de "Rádio Estrada". A emissora ficou no ar apenas em caráter experimental durante muitos anos, até quando foi inaugurada, em 2013.
Com o fim do contrato de concessão da CCR NovaDutra em março de 2022, o Governo Federal, por meio do Ministério da Infraestrutura, realizou uma nova licitação para o ativo com novos investimentos e a integração da BR-101/SP, conhecida como Rio-Santos, entre Rio de Janeiro/RJ e Ubatuba/SP. O vencedor foi o Grupo CCR, o mesmo que já operava a Rodovia desde 1996.
No início de abril de 2024, é comunicado o fim das atividades da CCR FM na frequência para a meia-noite do dia 8 do mês, após mais de 10 anos de operação. A concessionária seguirá com os serviços de informação aos clientes pelo seu site, aplicativos e canais de WhatsApp. A emissora saiu do ar às 23:59. Desde então, a emissora está transmitindo apenas músicas, com o comunicado sobre o encerramento das transmissões.  Em 11 de abril, a programação musical e o comunicado deixam de ser transmitidos.